# 柔底鱂
柔底鱂，為輻鰭魚綱鯉齒目鯉齒亞目底鱂科的其中一種，為溫帶淡水魚，被IUCN列為瀕危保育類動物，分布於美國田納西州淡水流域，體長可達7公分，棲息在植被生長的溪流、池塘，以昆蟲及蝸牛等為食，生活習性不明。

## 擴展閱讀
維基物種上的相關：柔底鱂